# Zadarski Kanal
Zadarski Kanal är ett sund i Kroatien. Det ligger i den södra delen av landet, 190 km söder om huvudstaden Zagreb.